# And They Came Baring Bones
| Críticas profissionais | Críticas profissionais |
| Avaliações da crítica  | Avaliações da crítica  |
| Fonte                  | Avaliação              |
| ---------------------- | ---------------------- |
| allmusic               | [ 1 ]                  |

And They Came Baring Bones é o terceiro álbum de estúdio da banda norte-americana Vanna, lançado em 21 de junho de 2011.

## Faixas
1. "Black Bones" — 3:12
2. "I, the Remover" — 3:31
3. "History on Repeat" — 2:12
4. "Breathing at the Bottom" — 3:27
5. "Scarlet Shroud" — 4:24
6. "Passages" — 0:31
7. "Silver Sun" — 2:38
8. "I, the Collector" — 2:56
9. "Careless Men Lead Careless Lives" (com Matt Lanners de The Greenery) — 2:21
10. "Eyes Like the Tides" — 3:24
11. "White Light" — 4:53

## Desempenho nas paradas musicais
| Parada musical (2009)               | Posição |
| ----------------------------------- | ------- |
| Estados Unidos - Top Heatseekers    | 8       |
| Estados Unidos - Hard Rock Albums   | 22      |
| Estados Unidos - Independent Albums | 42      |

## Créditos
- Davey Muise — Vocal
- Evan Pharmakis — Guitarra, vocal, piano
- Nicholas Lambert — Guitarra rítmica
- Shawn Marquis — Baixo, vocal de apoio
- Chris Campbell — Bateria, percussão